# Pfalz Tilleda
Die Königspfalz Tilleda war eine mittelalterliche Königspfalz unterhalb des Kyffhäusers am südlichen Harzrand. Heute ist die Anlage ein Freilichtmuseum in dem gleichnamigen Dorf Tilleda. Sie ist die einzige vollständig ausgegrabene Pfalz in Deutschland und eine Station an der Straße der Romanik. Die Königspfalz Tilleda ist unter der Erfassungsnummer 428300472 im örtlichen Denkmalverzeichnis als Bodendenkmal eingetragen.

## Geschichte

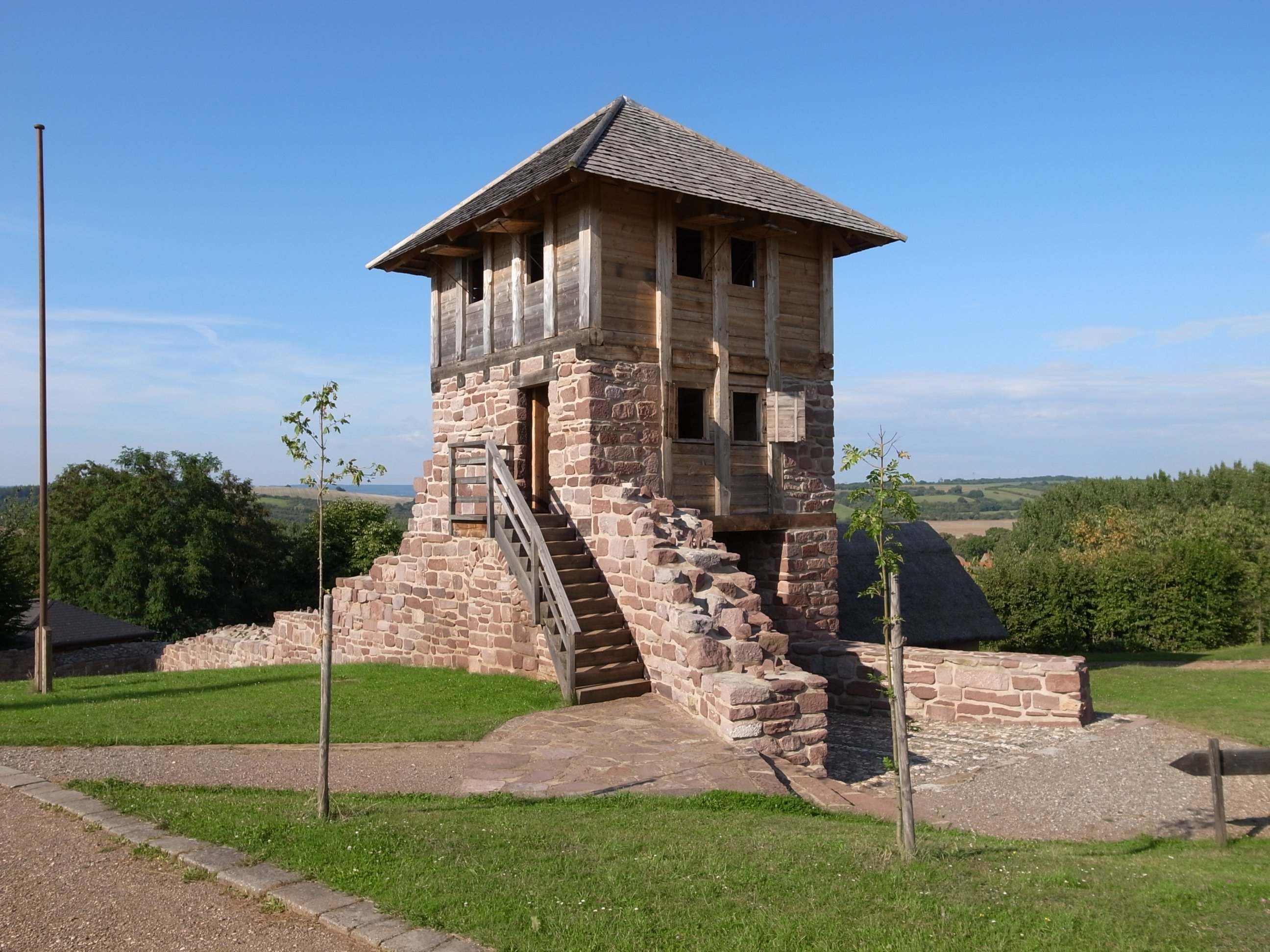
Das Zangentor, Sicht Vorburg innen

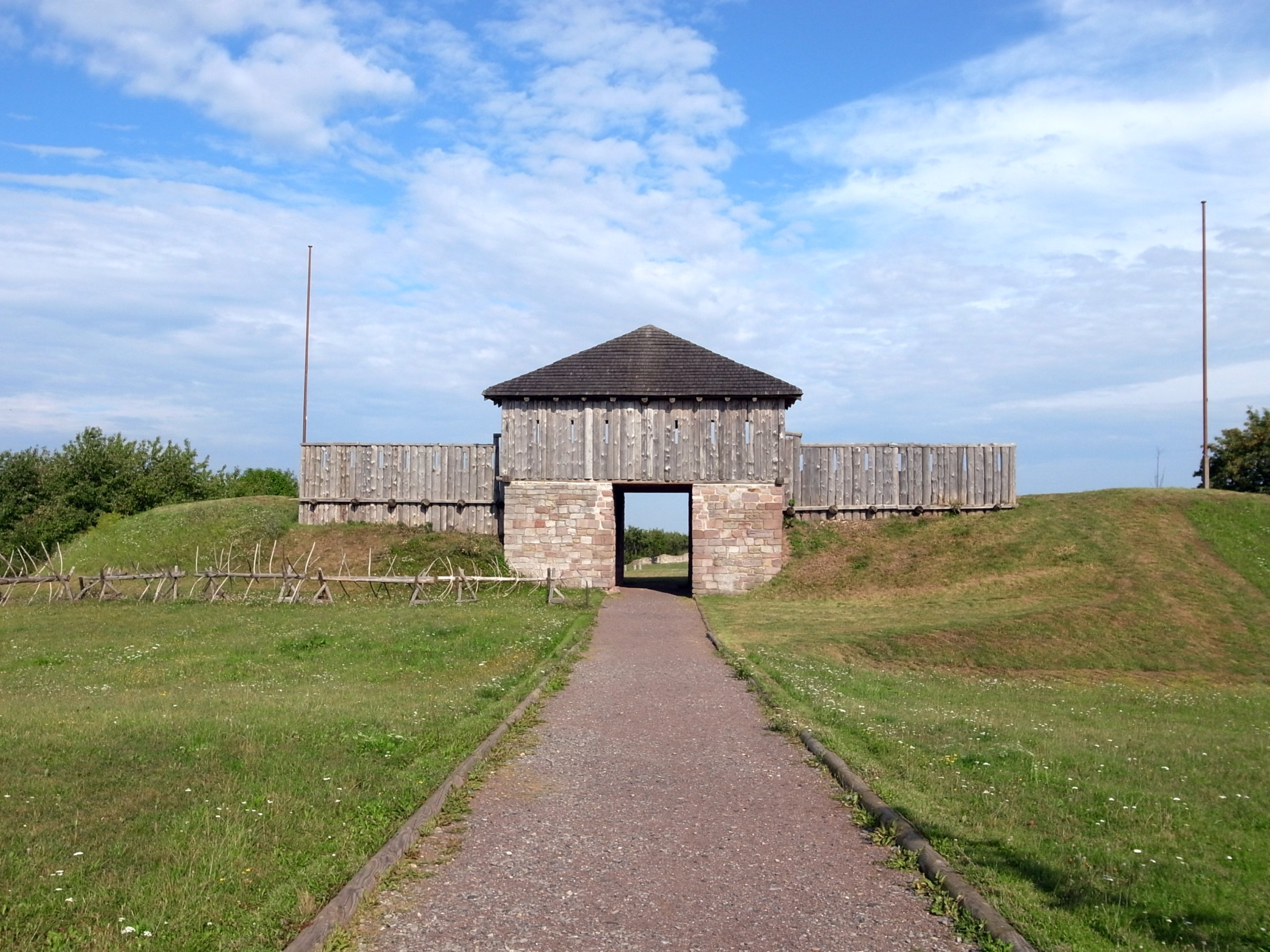
Kammertor und Wall der Hauptburg

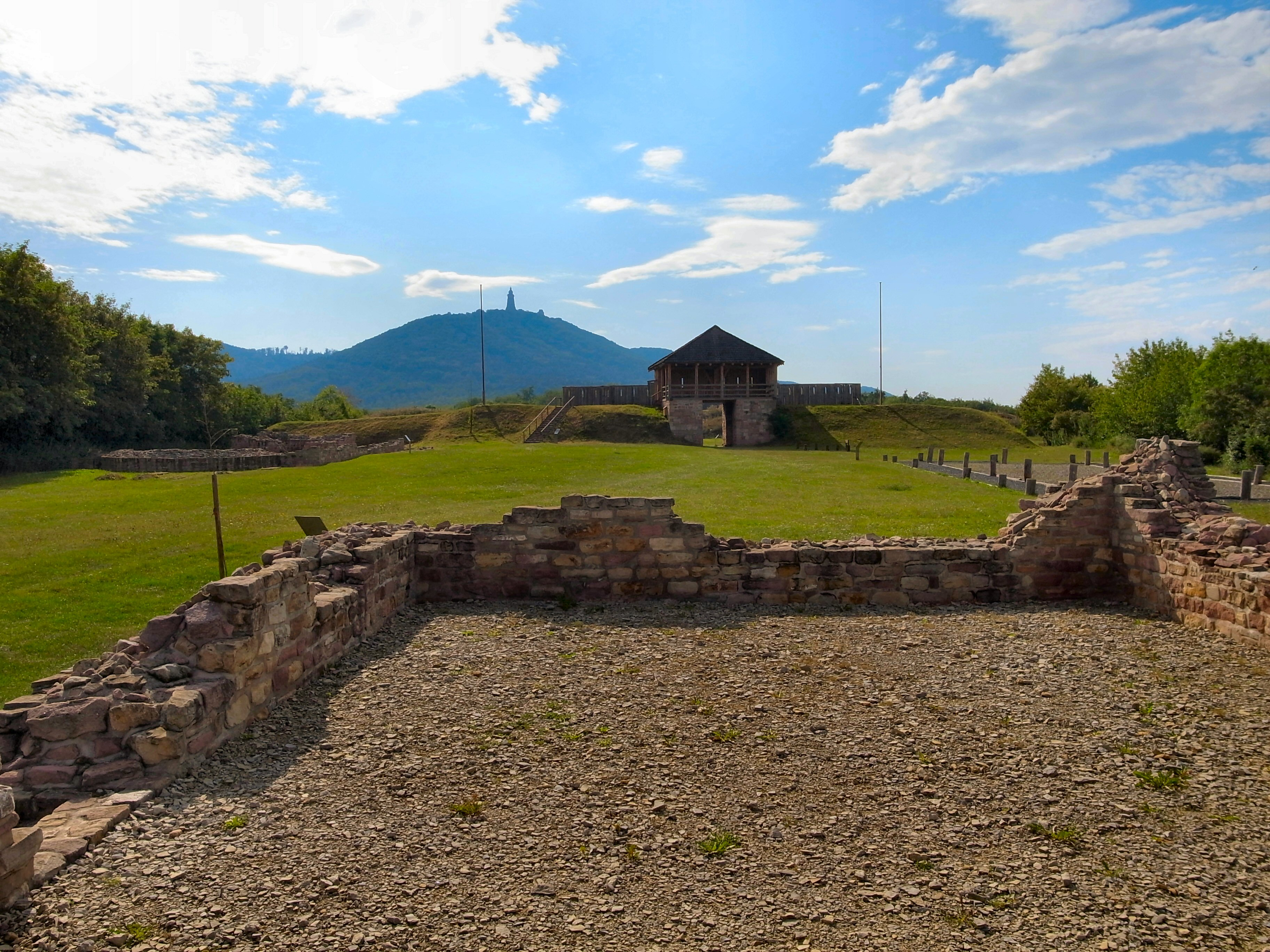
Ruinen in der Hauptburg

Das Gelände auf dem Pfingstberg war schon in ur- und frühgeschichtlicher Zeit verschiedentlich besiedelt, besonders intensiv in der späten Bronzezeit. Die ältesten Zeugnisse einer frühmittelalterlichen Besiedlung reichen bis um 700 zurück, wobei die Funde belegen, dass hier begüterte Personen lebten.
Anfang des 9. Jahrhunderts wurde der Ort im Breviarium Lulli erstmals urkundlich erwähnt. Eine mögliche Ableitung des Ortsnamens von „Palisade“ würde nahelegen, dass die älteste Befestigung in diese Zeit zurückreicht. In der Heiratsurkunde der Kaiserin Theophanu wird Tilleda 972 als „kaiserlicher Hof“, also als Pfalz, bezeichnet und ihr als Witwengut übereignet. Zwischen 974 und 1042 erscheint „Tullide“ als Ausstellungsort von Urkunden der Kaiser Otto II., Otto III., Konrad II. und Heinrich III. In salischer Zeit wurde besonders die Hauptburg, die im Norden, Osten und Süden durch Steilabfälle gesichert war, stark verändert.
Im 11. Jahrhundert verlor die Pfalz ihre militärische Bedeutung und wurde von den neuen Burgen auf dem Kyffhäuser abgelöst. Jedoch wurde auch noch im 12. Jahrhundert das nach wie vor hier betriebene königliche Tafelgut ausgebaut. Unter anderem entstand eine manufakturartige Tuchmacherei. Kurzfristig wurde die Hauptburg nochmals, jedoch eher nur provisorisch, befestigt.
Im Jahr 1174 sammelte Kaiser Friedrich I. Barbarossa hier ein Heer, das er für seinen beabsichtigten Kriegszug nach Oberitalien gegen die Stadt Alessandria benötigte. In der Pfalz versöhnte sich 1194 Kaiser Heinrich VI. mit Herzog Heinrich dem Löwen und legte damit den langandauernden Streit zwischen Staufern und Welfen bei.
Nach 1194 wird die Pfalz Tilleda in den schriftlichen Quellen nicht mehr erwähnt. Verschiedene Funde, darunter auch solche aus dem ritterlichen Milieu, belegen aber, dass die Anlage noch genutzt wurde. Im 13. Jahrhundert wurde die Pfalz vollständig aufgegeben.
Vom 14. bis in das 20. Jahrhundert wurde der Pfingstberg landwirtschaftlich genutzt. Die dabei störenden Ruinen wurden im Lauf der Zeit abgetragen. Übrig blieben nur noch geringe Andeutungen der Wälle und Gräben sowie zwei kleine Mauerreste. 1871 wurden diese Geländemerkmale erstmals wieder als Reste der Pfalz gedeutet.
Zwischen 1935 und 1939 wurden erste archäologische Ausgrabungen auf dem Gelände der Pfalz unter der Leitung von Paul Grimm durchgeführt. Die Untersuchungen wurden 1958 durch das Institut für Ur- und Frühgeschichte der Akademie der Wissenschaften der DDR wieder aufgenommen. Die exakten Vermessungen der Ausgrabungen auf dem Pfingstberg führte der Baumeister und Geodät W. Saal aus Merseburg durch. Für die Grabungsleitung war Akademiemitglied Paul Grimm verantwortlich, der auch viele Veröffentlichungen herausgab. Ihm stand für seine Arbeiten und Publikationen der Staatsarchivardirektor von Weimar, Dr. Hans Eberhardt zur Seite.
Die Pfalz wurde bis 1979 bis auf wenige Kontrollflächen vollständig ausgegraben. Insgesamt wurden die Fundamente von 180 Häusern freigelegt. Darunter befanden sich Wachhäuser, Wohnhäuser mit Öfen von der damaligen Art der Backöfen (ohne Schornstein), zwei Häuser mit Fußbodenheizung und zahlreiche Wirtschaftsbauten.

## Freilichtmuseum
2001 gestaltete die Gemeinde Tilleda die Pfalzfläche zu einem Freilichtmuseum. Es bietet neben Führungen für Gruppen folgende museumspädagogische Angebote:
- Geschichts-Rally als unterhaltsamere Führung über die Königspfalz
- Archäologie live
- Mittelalterliche Spiele
- Ernährung im Mittelalter mit Zubereitung kleinerer Gerichte
- Mittelalterliches Textilhandwerk
- Töpfern von mittelalterlichen Spielzeugfiguren
- Vermessen auf der hochmittelalterlichen Baustelle
- Mittelalterliche Bautechnik
- Die mittelalterliche Schreibstube
- Mittelalterliche Musik
- Mittelalterliches Waidwerk mit Bogenschießen
- Mittelalterliches Kriegshandwerk und Waffenübung (Turnier)

Daneben findet für mittelalterliche Gruppen ein Experimentierwochenende im Herbst statt. Für Besucher gibt es vielfältige Veranstaltungsangebote, den Höhepunkt bildet das alljährliche „Ritterfest“ im Juli.